# Yusuf Dikeç
Yusuf Dikeç (Göksun, 1º gennaio 1973) è un tiratore a segno turco, sottufficiale in pensione della gendarmeria turca e membro del club sportivo Jandarma Gücü.

## Biografia
Nato nel 1973 nel villaggio di Taşoluk, nel distretto di Göksun (provincia di Kahramanmaraş), dopo aver completato la scuola primaria nel suo villaggio ha frequentato la scuola secondaria a Göksun. Nel 1994 si è iscritto alla Scuola militare della Gendarmeria di Ankara. Dopo la laurea, è diventato caporale e ha iniziato a prestare servizio a Mardin. Nel 1999, Dikeç è entrato nuovamente nella Scuola Militare della Gendarmeria. Dopo un anno, si è laureato con il grado di sergente. Ha prestato servizio per un anno a Istanbul, poi è stato assegnato al Jandarma Gücü di Ankara, il club sportivo della Gendarmeria turca.

## Carriera
Nel 2001 ha iniziato a praticare il tiro sportivo. Da allora compete sia nella squadra nazionale militare sia nella squadra nazionale civile. Ha studiato educazione fisica e sport all'Università Gazi di Ankara.
Pur avendo un'importante carriera nel tiro a segno, vincendo titoli mondiali ed europei nella pistola e conseguendo anche un record mondiale, è diventato noto nel 2024 per aver vinto la medaglia d'argento nella gara a squadre miste di pistola ad aria compressa da 10 metri ai Giochi della XXXIII Olimpiade, insieme alla compagna di squadra Şevval İlayda Tarhan. In quell'occasione è diventata virale una sua foto mentre, a gara in corso, spara senza alcuna attrezzatura (usando solo degli occhiali da vista e dei tappi per le orecchie), con espressione neutra ed atteggiamento apparentemente noncurante, reggendo l'arma con una mano sola e tenendo l'altra mano in tasca.

## Risultati sportivi
Argento alle olimpiadi di Parigi del 2024